# Trachelissa rugosipennis
Trachelissa rugosipennis là một loài bọ cánh cứng trong họ Cerambycidae.